# Китайская народная религия
Кита́йская наро́дная рели́гия (кит. трад. 中國民間信仰, упр. 中国民间信仰, пиньинь Zhōngguó mínjiān xìnyăng, палл. Чжунго миньцзянь синьян) или шэни́зм (от кит. 神, пиньинь shén, палл. шэнь «божество, дух») — комплекс религиозных представлений, сложившихся в ходе исторического развития китайской цивилизации. Является эклектическим сочетанием религиозных верований и практик, основанных, прежде всего, на почитании предков и сил природы, добрых и злых духов, а также Неба, которое оказывает влияние на общество и правителей. Имеет множество региональных форм, происходящих от разных источников; примерно к XI веку сложился синкретизм, основанный на буддийских представлениях о карме и перерождении, а также даосском учении об иерархии богов.
В частности у китайцев, проживающих в провинциях Гирин, Хэйлунцзян, Ляонин и Шаньдун, можно отметить наличие культов и обычаев, сформировавшихся под влиянием тунгусо-маньчжурских народов — например, почитание священных животных и целительские практики. В то же время в провинциях Шаньси, Шэньси, Ганьсу и ряде других регионов прослеживается влияние уйгурских народных верований. .
Ядром всех китайских религиозных представлений являются четыре основных понятия:
1. Небо (кит. 天, пиньинь tiān, палл. тянь) — источник нравственных смыслов, космический резонатор, реагирующий на поведение человечества и посылающий ему знамения;
2. Ци (кит. трад. 氣, упр. 气, пиньинь qì, палл. ци) — пневма-эфир, созидающая сила и энергия мироздания;
3. Почитание предков (кит. 敬祖, пиньинь jìngzǔ, палл. цзинцзу);
4. Воздаяние за совершенные действия (кит. трад. 報應, упр. 报应, пиньинь bàoyìng, палл. баоин).

Организационно китайская народная религия была представлена в огромном числе местных, деревенских, клановых и семейных учений и сект, к которым власти относились терпимо, если их адепты были лояльны существующему режиму. C XI века столичные власти вели реестр локальных культов — божеств, духов, обожествленных усопших и их «чудесных» деяний. Списки представлялись ведомству императорских обрядов на предмет выявления божеств общегосударственного значения. Особо почитаемых персонажей местных культов могли возвести в ранг «царя» или «владыки» со строительством алтаря или святилища в столице. После падения монархии в 1911 году республиканские власти пытались бороться с традиционными представлениями в рамках прививки широким народным массам современных ценностей. После создания Китайской Народной Республики в 1949 году периодически проходили кампании борьбы с «феодальными пережитками» и «суевериями», к которыми причислялась и религия. Со второй половины XX века некоторые синкретические секты, основанные на традиционных представлениях, широко распространились в материковом Китае и на Тайване, и зачастую рассматриваются властями как механизм сохранения традиционной китайской культуры. Одним из таких примеров может служить культ Ван-е.